# 桑始葉蟎
桑始葉蟎（学名：Eotetranychus suginamensis）为葉蟎科始葉螨屬下的一个种。